# نیژنه‌آتاشوو
نیژنه‌آتاشوو (انگلیسی: Nizhneatashevo) یک شهرک در شهرستان دیورتیورلینسکی در استان باشقیرستان کشور روسیه است.